# Schietprijsster van het Koninklijk Nederlandsch-Indisch Leger
De in 1936 door de bevelhebber van het K.N.I.L. in een legerorder ingestelde Schietprijsster van het Koninklijk Nederlandsch-Indisch Leger verving de ouderwets vormgegeven en dure, want in zes varianten verleende, Schietprijs van het Koninklijk Nederlandsch-Indisch Leger die tussen 1897 en 1936 vaardigheden op handvuurwapens, karabijnen en twee typen mitrailleurs beloonde.
Bij de jaarlijkse schietwedstrijden van het K.N.I.L. zouden alle deelnemers die voldoende punten behaalden in het vervolg een Schietprijsster met gesp ontvangen.
De vijfpuntige bronzen ster is 36 millimeter breed en draagt in het midden een door een goudkleurige lauwerkrans omgeven schietschijf. Deze schietschijf heeft, de lauwerkrans meegerekend, een doorsnede van 19 millimeter.De keerzijde van de in Nederland gefabriceerde ster is onbewerkt.
Het 41 millimeter brede lint is oranje met een 1 centimeter brede groene streep.
Op het lint worden gespen gedragen om daarmee de wapens aan te geven waarmee de schietprijsster werd behaald. Deze gespen waren vervaardigd uit brons en waren 40 bij 5 millimeter groot. Er zijn militairen geweest die alle vier de gespen hebben verworven.

## De gespen
Op de gespen stonden de vier wapens vermeld, voor revolver- en karabijnoefeningen werden geen prijzen meer toegekend. Op de opengelaten ruimte kon een aantal worden gegraveerd dat met het aantal prijzen correspondeerde.
- Gesp "GEWEER -- MAAL" voor prijzen behaald met het geweer
- Gesp "MITR. -- MAAL" voor prijzen behaald met een mitrailleur
- Gesp "K.M. -- MAAL" voor prijzen behaald met de karabijn-mitrailleur, een licht snelvuurwapen.
- Gesp "PISTOOL -- MAAL" voor prijzen behaald met het pistool

De behaalde gespen worden niet met cijfers of sterren op het baton aangeduid.
Toen het KNIL na de Indonesische onafhankelijkheid werd ontbonden verdween ook de Schietprijsster.